# کیت فاولر
کیت فاولر (انگلیسی: Keith Fowler؛ زادهٔ ۲۳ فوریه ۱۹۳۹) یک کارگردان تئاتر و تهیه‌کننده اهل ایالات متحده آمریکا است. از اجراهای او می‌توان به اجرای ویتسک اثر گئورگ بوشنر در سال ۱۹۹۷ اشاره کرد.